# Die liebestollen Apothekerstöchter
Die liebestollen Apothekerstöchter ist ein deutsches Sexfilm-Lustspiel von Franz Antel aus dem Jahr 1972 mit Sybil Danning und Sascha Hehn in den Hauptrollen.

## Handlung
Blutjung und liebeshungrig – das sind die drei wilden und dauergeilen Töchter des Herrn Apothekers mit dem programmatischen Namen Willibald Bumshäuptl. Besonders zwei der Mädels, Maria und Christl, treiben es bunt, obwohl Papa Willibald, ein sittenstrenges Mitglied der Gemeinde, stets auf die Keuschheit und Sittsamkeit seines Nachwuchses peinlich genau bedacht war. Bumshäuptls Sittenstrenge geht so weit, dass er sich in dem ortsansässigen „Verein gegen Schmutz und Schund“ gegen eine sittliche Verrohung und Verwahrlosung ausspricht.
Nur die älteste der jungen Damen, Elisabeth, scheint moralisch auf dem „rechten Weg“ wie Papa Bumshäuptl glaubt, sie wirkt wie ein richtiger Blaustrumpf. Willibald weiß nicht, dass sie den Job als Krankenschwester soeben deswegen verloren hat, weil sie angeblich ihre Finger nicht von der Männerwelt lassen konnte. Und so erscheint es als schlechter Scherz, dass ausgerechnet Elisabeth fortan auf die Sittsamkeit der jüngeren Schwestern Acht geben soll, damit diese nicht allzu sehr über die Stränge schlagen. Doch Maria und Christl haben längst einen Plan ersonnen, um Elisabeth mit Hilfe von Potenzpillen, die die Männerwelt wild machen soll, auf ihre Seite zu ziehen. Prompt geht der Plan nach hinten los.

## Produktionsnotizen
Die liebestollen Apothekerstöchter wurde im Sommer 1972 gedreht und am 13. Oktober 1972 uraufgeführt. Später kam auch eine gekürzte Fassung des Films unter dem Titel Blutjung und liebeshungrig in die Kinos. Es ist der einzige Ausflug des österreichischen Starregisseurs Franz Antel in die Untiefen des Bahnhofskino-Sexfilms.
Die Filmbauten schuf Robert Stratil.

## Kritik
Im Lexikon des internationalen Films heißt es: „Stumpfsinniger Sexfilm.“